# Мельница (Гатчинский район)
Ме́льница (фин. Myllykylä) — деревня в Гатчинском муниципальном округе Ленинградской области.

## Название
До 1968 года в деревне располагалась каменная «Ганнибаловская мельница», отсюда название населённого пункта.

## История
Согласно ревизским сказкам 1795 года деревня называлась Мельницы, она была вотчиной Ганнибалов и принадлежала Ивану Абрамовичу.
По IV-й ревизии 1782 года в деревне было 33 души мужского и 32 души женского пола. По V-й ревизии 1795 года — 26 душ мужского и 27 душ женского пола.

МЕЛЬНИЦА — деревня принадлежит Евдокимовой, подполковнице, при ней мельница мукомольная деревянная, число жителей по ревизии: 22 м. п., 29 ж. п. (1838 год)

Согласно карте Ф. Ф. Шуберта 1844 года и С. С. Куторги 1852 года деревня называлась Сюйденская Мельница.
В пояснительном тексте к этнографической карте Санкт-Петербургской губернии П. И. Кёппена 1849 года она записана как деревня Myllykylä (Мельница), а также указано количество её жителей на 1848 год: савакотов — 19 м. п., 29 ж. п., всего 48 человек.

МЕЛЬНИЦА — деревня госпожи Евдокимовой, по просёлочной дороге, число дворов — 6, число душ — 19 м. п. (1856 год)

Согласно «Топографической карте частей Санкт-Петербургской и Выборгской губерний» в 1860 году деревня называлась Суйдинская Мельница и насчитывала 9 крестьянских дворов.

МЕЛЬНИЦА — деревня владельческая при реке Суйденке, число дворов — 6, число жителей: 21 м. п., 36 ж. п.

СУЙДЕНСКАЯ МЕЛЬНИЦА — деревня владельческая при реке Суйде, число дворов — 1, число жителей: 3 м. п., 3 ж. п.
(1862 год)

В 1863 году временнообязанные крестьяне деревни выкупили свои земельные наделы у И. А. Горчакова и стали собственниками земли.
Согласно карте 1879 года деревня называлась Сюйданская Мельница.
В 1880-е годы согласно епархиальным сведениям в деревне был «один дом православный, остальные — лютеране».

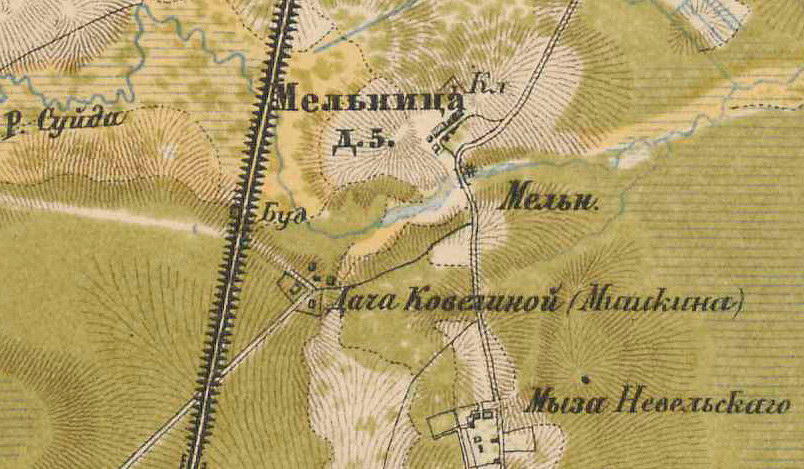
План деревни Мельница. 1885 год

В 1885 году деревня насчитывала 5 дворов. На берегу Суйды находилась мельница, а южнее за рекой — мыза Невельского и дача Ковелиной («Мишкина дача»).
Согласно материалам по статистике народного хозяйства Царскосельского уезда 1888 года имение при селении Мельница площадью 15 десятин принадлежало вдове коллежского советника С. А. Кавелина, оно было приобретено в 1880 году за 1500 рублей.
В конце XIX — начале XX века деревня административно относилась к Гатчинской волости 2-го стана Царскосельского уезда Санкт-Петербургской губернии. Население деревни было исключительно финским.
С 1917 по 1923 год деревня Суйдинская Мельница входила в состав Воскресенского сельсовета Гатчинской волости Детскосельского уезда.
С 1923 года в составе Гатчинского уезда.
Согласно данным переписи населения СССР 1926 года в деревне Суйдинская Мельница Воскресенского сельсовета Троцкой волости Троцкого уезда проживали 64 человека, большинство финны, а также русские, поляки и эстонцы.
В 1928 году население деревни Суйдинская Мельница составляло 112 человек.

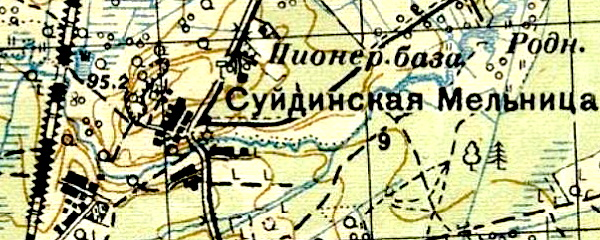
План деревни Суйдинская Мельница. 1931 год

Согласно данным топографической карты РККА Ленинградской области 1931 года деревня насчитывала 9 дворов.
C 1 августа 1941 года по 31 декабря 1943 года деревня находилась в оккупации.
В 1958 году население деревни Суйдинская Мельница составляло 1010 человек.
По данным 1966, 1973 и 1990 годов деревня называлась Мельница и также входила в состав Воскресенского сельсовета.
В 1997 году в деревне проживали 40 человек, в 2002 году — 87 человек (русские — 94%), в 2007 году — 35, в 2010 году — 54.

## География
Деревня расположена в центральной части Гатчинского района на автодороге 41К-100 (Гатчина — Куровицы).
Расстояние до административного центра поселения, посёлка Кобринское — 3,6 км.
Расстояние до ближайшей железнодорожной платформы Прибытково — 1 км.
Через деревню протекает река Суйда.

## Демография
| 1782 | 1795 | 1838 | 1848 | 1862 | 1928 | 1958 |
| ---- | ---- | ---- | ---- | ---- | ---- | ---- |
| 65   | ↘53  | ↘51  | ↘48  | ↗63  | ↗112 | ↘101 |
| 1997 | 2002 | 2007 | 2010 | 2014 | 2017 |      |
| ↘40  | ↗87  | ↘35  | ↗54  | ↘33  | ↗47  |      |

### Национальный состав
Согласно данным Всероссийской переписи населения 2021 года в деревне проживали 33 человека, из них:
 русские — 28, другие национальности — 4 человека, один человек национальность не указал.

## Инфраструктура
На 2014 год в деревне было учтено 24 домохозяйства.

## Транспорт
К юго-западу от деревни расположена платформа Прибытково железнодорожной линии Санкт-Петербург — Луга, по которой осуществляется пассажирское сообщение пригородными электропоездами.
Через деревню проходит автодорога 41К-100 (Гатчина — Куровицы), по которой осуществляется автобусное сообщение пригородными маршрутами:
- № 151 Гатчина — Сиверский
- № 151Д Гатчина — Дружная Горка
- № 534 Гатчина — Вырица

## Достопримечательности
За шоссейным мостом через реку Суйда с правой стороны от бывшей мельничной плотины бьёт родник.

## Улицы
Генерала Фёдорова, Железнодорожная, Мельничная, Мельничный переулок, Морская, Песочная, Речная, Речной переулок, Центральная.

## Садоводства
Красная дача, Мельничный ручей.